# 圆叶景天
圆叶景天（学名：Sedum makinoi）为景天科景天属的植物。分布于日本以及中国大陆的安徽、浙江等地，一般生长在低山山谷林下阴湿处，目前尚未由人工引种栽培。